# Baia di Weymouth: Bowleaze Cove e Jordon Hill
Baia di Weymouth: Bowleaze Cove e Jordon Hill è un dipinto di John Constable che misura 53 centimetri di altezza e 75 di lunghezza. Eseguito tra il 1816 e il 1817, è conservato nella National Gallery di Londra.

## Descrizione
Questo dipinto ad olio di John Constable non è il primo che raffigura quest'area della Gran Bretagna.
Constable si era recato nel mese di ottobre del 1816 a Osmington, villaggio del Dorset vicino a Weymouth, in luna di miele, invitato dal suo amico John Fisher, che più tardi divenne vescovo di Salisbury e l'idea per questo dipinto potrebbe risalire a quel soggiorno.
In questo paesaggio della baia di Weymouth sono visibili la spiaggia nota come Bowleaze Cove il fiume Jordan, che scorre fra la sabbia prima di sfociare nel mare, la Jordon hill e le scogliere note come Furzy Cliff.
Il cielo è carico di nuvole tempestose che si rispecchiano nel mare molto increspato;John Constable dà l'idea che la natura sopraffaccia la presenza umana, con solo un uomo con un gregge di pecore che camminano lungo il litorale.
Di questa opera ci sono tre versioni: una al Louvre, una alla National Gallery ed una al Victoria and Albert Museum
Constable dipinge un paesaggio desolato e selvaggio più che mai. In precedenza si era concentrato sulla pittura del campo, ma in queste opere intitolate "Weymouth Bay"dipinge il mare; sono una novità assoluta.
Questo è un paesaggio volgare, non particolarmente bello. Ma spicca soprattutto per le strane condizioni atmosferiche con l'ampio cielo carico di nuvole e la luce diffusa che bagna il panorama.
Qui Constable stesso si è qualificato come pittore della storia naturale dei cieli, sottolineando così il suo modo di affrontare il soggetto attraverso l'arte, il sentimento e la sincerità.